# Meta Omankowsky
Meta Omankowsky (* 14. Mai 1902 in Stolzenhagen bei Stettin; † 23. Juni 1984 in Berlin), geborene Schwarz, war eine deutsche SPD-Politikerin.

## Leben
Omankowsky besuchte eine Handelsschule in Berlin mit einer kaufmännischen Ausbildung. Anschließend war sie bis zu ihrer Heirat 1924 mit Erwin Omankowsky im Verlagswesen beschäftigt. Über Bildungseinrichtungen der Gewerkschaften und der Volkshochschule konnte sie sich politisch weiterbilden. 1928 trat sie in die SPD ein. Bereits von 1929 bis 1933 wurde sie die Leiterin der Arbeitsgemeinschaft der Frauen.

## Politik

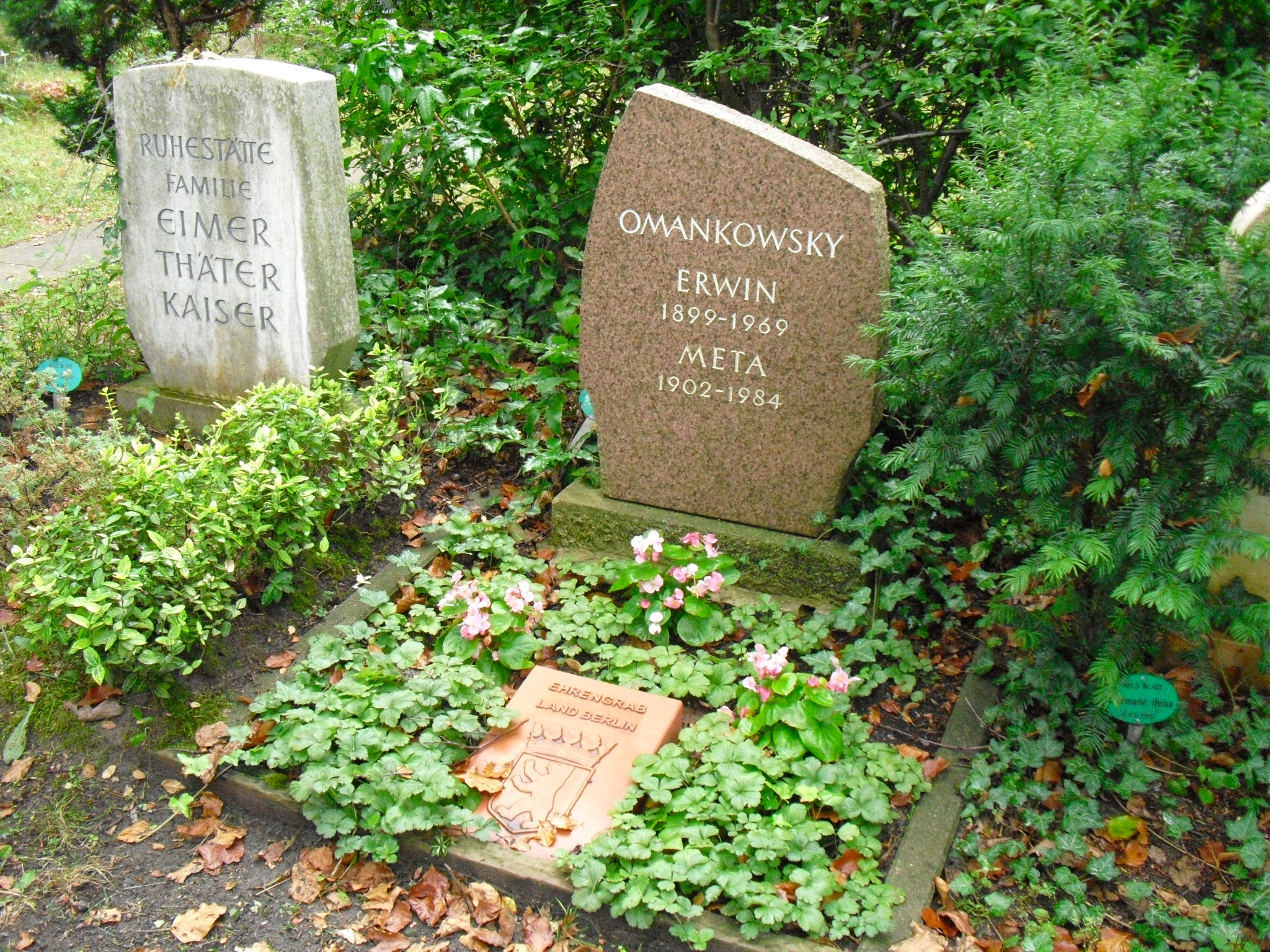
Meta Omankowskys kleines Ehrengrab in Berlin-Reinickendorf

Sofort nach dem Ende des Zweiten Weltkrieges beteiligte Meta Omankowsky sich am Wiederaufbau der SPD und der Arbeiterwohlfahrt (AWO). Dadurch wurde sie 1946 in die Stadtverordnetenversammlung von Groß-Berlin gewählt, auch im Abgeordnetenhaus von Berlin war sie Mitglied bis 1967.

## Ehrungen
Durch Omankowskys parlamentarische Arbeit über mehr als 20 Jahre wurde ihr 1966 die Verdienstmedaille des Abgeordnetenhauses verliehen. Zu ihrem 70. Geburtstag wurde sie 1972 als Stadtälteste von Berlin geehrt.
Meta Omankowsky wurde im II. Städtischen Friedhof Reinickendorf beerdigt, als Ehrengrab des Landes Berlin.